# NGC 161
NGC 161 је лентикуларна галаксија у сазвежђу Кит која се налази на NGC листи објеката дубоког неба.
Деклинација објекта је - 2° 50' 54" а ректасцензија 0h 35m 33,9s. Привидна величина (магнитуда) објекта NGC 161 износи 13,4 а фотографска магнитуда 14,4. NGC 161 је још познат и под ознакама MCG -1-2-36, NPM1G -03.0032, PGC 2131.